# Génération Alpha (série télévisée)
Production
Diffusion
Génération Alpha est une série télévisée franco-germano-belge réalisée par Franck Brett d'après un scénario de Matthieu Bernard et Louis Aubert, écrit en collaboration avec Clément Marchand.
Ce thriller environnemental est une coproduction des sociétés françaises Les Films du Cygne, Storia Télévision, Arezzo Films, Maze Pictures et de la société belge Sequel Prod pour France Télévisions, ainsi que de ZDF, réalisée avec le soutien d'Auvergne-Rhône-Alpes Cinéma,,,,,,.

## Distribution
- Natacha Lindinger : capitaine Béatrice Bochatay
- François Berléand : Jean Humbel
- Benno Fürmann : Hans Frankenheimer
- Arnaud Viard : Amaury de Montchanin
- Léo Legrand : Mathias
- Marie Colomb : Eloïse
- Will Attenborough : James
- Catalina del Rosario : Alma
- Alva Schäfer : Nina
- Pauline Pollmann : Lyne
- Gaël Langouet : Elias
- Jules Porier : Antoine
- Matéo Paitel : Sandro
- Cataleya Richard : Sony
- Élise Tilloloy : Clémence
- Jacqueline Corado : Cassandra
- Jonathan Nyati : William
- Adrian Can : Bogdan
- Mustapha Abourachid : Amin Kacem

## Production

### Genèse et développement
La série est créée et écrite par Matthieu Bernard et Louis Aubert, en collaboration avec Clément Marchand, et réalisée par Franck Brett,,,,,.

### Tournage
Le tournage de la série a lieu durant 13 semaines à partir du 24 septembre au 24 décembre 2024 dans le massif de Belledonne, à Menthon-Saint-Bernard sur les bords du lac d'Annecy, dans la vallée du Grésivaudan et dans la région lyonnaise, plus quelques jours de tournage en janvier 2025 en Belgique,,,,,,.

### Fiche technique
Sauf indication contraire, les informations mentionnées dans cette section peuvent être confirmées par la base de données cinématographiques Allociné,  présente dans la section « Liens externes ».
- Titre français : Génération Alpha
- Genre : Drame, thriller environnemental[10]
- Production : Alexandre Charlet (Les Films du Cygne), Nicolas de Saint Meleuc (Storia Television)[4],[7]
- Sociétés de production : Les Films du Cygne, Storia Télévision, Arezzo Films, Maze Pictures et Sequel Prod[1],[3],[4],[6],[7]
- Réalisation : Franck Brett[1],[3],[4],[8],[7]
- Scénario : Matthieu Bernard et Louis Aubert, en collaboration avec Clément Marchand[1],[3],[4],[5],[8],[7]
- Pays de production :  France /  Allemagne /  Belgique
- Langue originale : français
- Format : couleur
- Nombre de saisons : 1
- Nombre d'épisodes : 6
- Durée : 45 minutes[1],[3],[4],[5]
- Dates de première diffusion :